# Philippe Aghion
Philippe Aghion, född 17 augusti 1956, är en fransk nationalekonom, verksam i USA och Frankrike.  Han innehar Robert C. Waggoners professur i nationalekonomi vid Harvard University i Cambridge, Massachusetts, USA

## Utbildning
Aghion har en examen i matemaik från École Normale Supérieure de Cachan (ENS Cachan), han har även ett Diplôme d'études approfondies (DEA) i matematisk ekonomi från Université Paris 1 Panthéon-Sorbonne och en filosofie doktorsexamen från Harvard University från 1987.

## Karriär
Aghion har tidigare varit professor vid University College London, official fellow vid Nuffield College i Oxford, Storbritannien, och docent vid Massachusetts Institute of Technology (MIT) i Boston, Massachusetts, USA. Hans huvudsakliga forskning behandlar tillväxt och kontraktsteori. Tillsammans med Peter Howitt, utvecklade han det så kallade "schumpeterianska paradigmet", och utvidgade paradigmet i flera riktningar, sammanfattat i hans och Howitts bok Endogenous Growth Theory. Han innehar idag Robert C. Waggoners professur i nationalekonomi vid Harvard University i Cambridge, Massachusetts, USA.

## Utmärkelser
- Revue française d'économie-priset 2001
- Yrjö Jahnsson-priset från European Economic Association 2001
- Ekonomie hedersdoktor vid Handelshögskolan i Stockholm (ekon. dr h.c.) 2005
- CNRS' silvermedalj 2006

## Verk
Bok
- Endogenous Growth Theory, MIT Press, 1998 (med Peter Howitt)

Rapporter
- L'excellence universitaire : leçons des expériences étrangères (rapport d'étape) janvier 2010
- Mondialisation, les atouts de la France, CAE, La documentation française, 2007 (med Patrick Artus, Elie Cohen och Daniel Cohen)
- Education et Croissance, CAE, La documentation française, 2004 (med Elie Cohen)
- Handbook of Economic Growth, Elsevier, 2005
- Les leviers de la croissance française CAE, La documentation française, 2007 (med Elie Cohen, Gilbert Cette, och Jean Pisani-Ferry)